# Брайар, Боб
Роберт Натаниэль Кори Брайар (англ. Robert Nathaniel Cory Bryar; 31 декабря 1979, Чикаго — 24 ноября 2024, Теннесси), более известный как Боб Брайар — американский музыкант, бывший барабанщик американской рок-группы My Chemical Romance.

## Биография
Боб Брайар родился в городе Чикаго, штат Иллинойс, США. Он — единственный бывший член MCR, не являющийся выходцем из Нью-Джерси. Боб посещал Eisenhower Junior High School в городе Дарьен, Иллинойс. После окончания Брайар готовился к сдаче экзаменов на степень бакалавра звуковой инженерии в школе во Флориде. С юного возраста он начал играть на барабанах, играл в различных симфонических и джазовых группах. Затем работал со звуком у Thrice и The Used, и во время одного из туров познакомился с членами группы My Chemical Romance. В то время MCR нуждались в новом ударнике, так как они имели проблемы со своим старым барабанщиком — Мэттом Пелиссьером (об этом довольно мало информации, и MCR предпочитают об этом умалчивать, потому что они «не любят говорить дерьмо», однако это выглядело так, будто Мэтт был выгнан из группы, потому что он не мог точно играть свои партии, и уже никто из группы не был доволен совместными с ним выступлениями). Боб заменил Пелиссьера в 2004 году. До того, как отправиться с My Chemical Romance в тур в поддержку Three Cheers for Sweet Revenge, Боб долгое время не играл на ударных, но он довольно быстро выучил репертуар с нового альбома. Вместе с Бобом MCR также снимали видеоклип на песню «I'm Not Okay», хотя в то время Брайар формально не числился в составе группы. Он добился уважения членов MCR, будучи преданным тружеником, и благодаря своему стилю Боб вскоре полностью влился в коллектив и стал полноправным членом My Chemical Romance.

## Смерть
Брайар был найден мёртвым в своём доме в Теннесси 26 ноября 2024 года в возрасте 44 лет. Согласно некрологу, он умер двумя днями ранее. В последний раз его видели живым 4 ноября. В опубликованном в марте 2025 года отчёте было заявлено, что из за значительного разложения тела Брайара установить причину его смерти не представляется возможным..

## Дискография

### В составеMy Chemical Romance
- 2004: «All I Want for Christmas Is You» (Mariah Carey cover)
- 2005: «Under Pressure» (feat. The Used; Queen/David Bowie cover)
- 2005: Warped Tour Bootleg Series
- 2006: Life on the Murder Scene
- 2006: The Black Parade
- 2007: Live and Rare
- 2007: AOL Sessions
- 2008: The Black Parade Is Dead!
- 2009: The Black Parade: The B-Sides
- 2009: ¡Venganza!
- 2012-2013: Conventional Weapons
- 2014: May Death Never Stop You
- 2016: The Black Parade/Living With Ghosts